# Десь плаче іволга...
«Десь плаче іволга...» (рос. «Где-то плачет иволга...») — радянський художній фільм 1982 року, знятий на кіностудії «Мосфільм».

## Сюжет
Через шість місяців після народження Марину відвезли з Росії до Бельгії. А коли настала війна, дівчина вступила до лав борців Опору. За вбивство спеціального уповноваженого імперської служби безпеки в Бельгії нацисти засудили її до страти. В основі сюжету — документальні матеріали про родину російського генерала Шафрова, дочці якого присвячений фільм.

## У ролях
- Людмила Нільська — Марина Орлова
- Арніс Ліцитіс — Філіп Дюкен
- Вацлав Дворжецький — Орлов, батько Марини
- Лаура Геворкян — Анн
- Армен Джигарханян — Франсуа
- Тодор Колев — Анрі, керівник Опору в Бельгії
- Омар Волмер — барон фон Шток
- Рамаз Чхіквадзе — папаша Жак
- Нерсес Оганесян — конферансьє
- Давид Кеосаян — Доменік
- Кирило Господінов — Ів
- Улдіс Лієлдіджс — інженер, керівник підпільної групи
- Карина Хштоян — епізод
- Олег Ізмайлов — епізод
- Алла Варданян — епізод
- Радій Афанасьєв — епізод
- Микола Корноухов — тренер
- Едуард Кошман — епізод
- Анна Лисянська — гувернантка
- Олег Савосін — тренер
- Юрій Рогунов — епізод
- Олександр Мікулін — комендант міста
- Олег Лебедєв-Бовольський — Генрі

## Знімальна група
- Режисер — Едмонд Кеосаян
- Сценаристи — Микола Щербинський-Арсеньєв, Едмонд Кеосаян, Володимир Кошута
- Оператор — Анатолій Іванов
- Композитор — Ян Френкель
- Художники — Михайло Богданов, Володимир Донсков